# Sannois
Sannois (Seine-et-Oise) ist eine Stadt mit 26.772 Einwohnern (Stand 1. Januar 2022) in Frankreich, 15 Kilometer nordwestlich von Paris. Sie gehört zum Département Val-d’Oise und zum Kanton Argenteuil-1. Die angrenzenden Gemeinden sind Argenteuil, Cormeilles-en-Parisis, Franconville, Ermont, Eaubonne und Saint-Gratien.

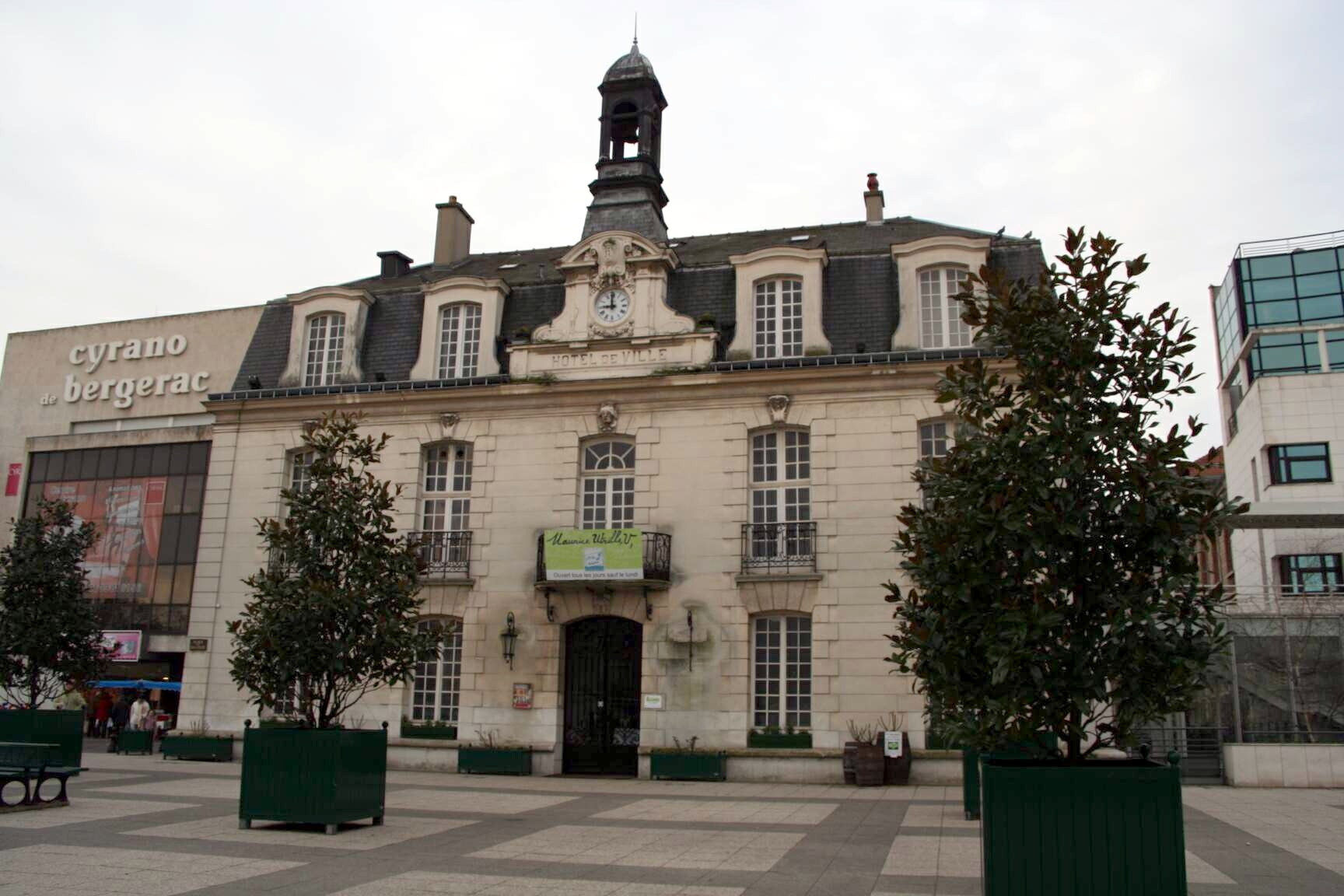
Das Utrillo-Museum

## Sehenswürdigkeiten
Siehe auch: Liste der Monuments historiques in Sannois
- Kirche Saint-Pierre-Saint-Paul mit dem Grab von Cyrano de Bergerac
- Musée Utrillo-Valadon
- Windmühle aus dem 18. Jahrhundert, 1975 klassifiziert als Monument historique

## Bevölkerungsentwicklung
| Jahr      | 1793  | 1851  | 1881  | 1901  | 1921  | 1931   | 1936   | 1954   | 1968   | 1975   | 1990   | 1999   | 2006   | 2011   | 2021   |
| --------- | ----- | ----- | ----- | ----- | ----- | ------ | ------ | ------ | ------ | ------ | ------ | ------ | ------ | ------ | ------ |
| Einwohner | 1.624 | 1.547 | 3.175 | 4.905 | 7.506 | 11.757 | 11.433 | 13.644 | 19.060 | 18.578 | 25.229 | 25.349 | 25.939 | 26.707 | 26.768 |

## Persönlichkeiten

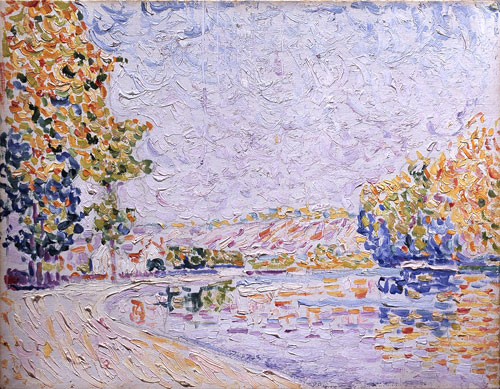
Signac: Samois

- Savinien Cyrano de Bergerac (1619–1655), gestorben in Sannois 1655
- Madame d’Houdetot (1730–1813), befreundet mit Jean-Jacques Rousseau
- François Magendie (1783–1855), in Sannois geborener Mediziner, unter anderem Physiologe und Pionier der Pharmakologie
- Maurice Utrillo (1883–1955) hat zwischen  1912 und 1914 rund 150 Bilder in Sannois gemalt, die meisten davon gehören zu seiner période blanche.
- Paul Signac (1863–1935) hat in  Sannois gemalt.
- Albert Marquet (1875–1947), der Mitbegründer der Fauves, hat in Sannois gemalt.
- Franck Clemente (* 1961), Radrennfahrer